# Lugman Bezzat
Lugman Bezzat (Venlo, 17 februari 1997) is een Nederlandse voetballer van Marokkaanse afkomst die inzetbaar is als aanvaller of middenvelder. Hij komt momenteel uit voor RKSV Minor.

## Clubcarrière
Bezzat doorliep de jeugdopleiding van VVV-Venlo, dat hem met ingang van het seizoen 2015/16 op amateurbasis overhevelde naar het eerste elftal. Pas in zijn tweede seizoen bij de selectie maakte hij op 5 mei 2017 zijn competitiedebuut, tijdens de laatste competitiewedstrijd in de Eerste divisie uit bij Telstar (1-2). Hij viel in de 70e minuut in voor Leandro Resida. Na afloop van het seizoen 2017/18 vertrok de aanvaller naar KSK Hasselt. Daar bleef zijn optreden slechts beperkt tot één invalbeurt in de voorronde van de Beker van België tegen ERC Hoeilaart. Nog voor de winterstop stapte Bezzat over naar derdedivisionist EVV die hij in 2019 weer verliet om in het tweede elftal van het Duitse SV Straelen te gaan spelen. Met ingang van het seizoen 2020/21 sloot de aanvaller aan bij hoofdklasser RKSV Minor.

### Statistieken
| Seizoen         | Club            | Competitie                    | Competitie | Competitie | Beker | Beker | Play-off | Play-off | Totaal | Totaal |
| Seizoen         | Club            | Competitie                    | Wed.       | Dlp.       | Wed.  | Dlp.  | Wed.     | Dlp.     | Wed.   | Dlp.   |
| --------------- | --------------- | ----------------------------- | ---------- | ---------- | ----- | ----- | -------- | -------- | ------ | ------ |
| 2015/16         | VVV-Venlo       | Eerste divisie                | 0          | 0          | 0     | 0     | 0        | 0        | 0      | 0      |
| 2016/17         | VVV-Venlo       | Eerste divisie                | 1          | 0          | 0     | 0     | –        | –        | 1      | 0      |
| 2017/18         | VVV-Venlo       | Eredivisie                    | 0          | 0          | 1     | 0     | –        | –        | 1      | 0      |
| 2018/19         | KSK Hasselt     | Tweede klasse amateurs B      | 0          | 0          | 1     | 0     | –        | –        | 1      | 0      |
| 2018/19         | EVV             | Derde divisie                 | 19         | 3          | 0     | 0     | –        | –        | 19     | 3      |
| 2019/20         | SV Straelen II  | Bezirksliga Niederrhein Gr. 4 | 13         | 6          | –     | –     | –        | –        | 13     | 6      |
| Carrière totaal | Carrière totaal | Carrière totaal               | 33         | 9          | 2     | 0     | 0        | 0        | 35     | 9      |